# Les Kangoo aux Jeux
Les Kangoo aux Jeux est la suite de la série télévisée les Kangoo diffusée entre le 30 août 2000 et le 13 mars 2002 sur TF1 dans TF! Jeunesse. La première saison est diffusée à l'occasion des Jeux de Sydney en septembre 2000.
Une seconde saison a également été produite en 2002, se déroulant cette fois-ci lors des Jeux d'hiver, à l'occasion des Jeux d'hiver de Salt Lake City en février 2002.

## Synopsis
Après l'immense succès de la série télévisée Kangoo, une suite est produite sous le nom de Kangoo aux Jeux, narrant cette fois-ci une histoire d'une vingtaine d'épisodes de nos héros dans un tournoi similaire aux Jeux olympiques. Napo, Nelson, Junior, Kévin et Archie vont tenter une fois de plus de déjouer les pièges de Mister D et de sa bande Buck, Jo, Vipéra, Janus, Robur, Roxane et du singe Arthur qui sans cesse triche pour pouvoir triompher contre les Kangoo et récolter le plus de médailles d'or.
A la fin de la série : n'ayant gagné aucune médaille face aux Kangoos, Mister D lance son plan en 3 étapes, la dernière étant l'enlèvement de la Reine et comme rançon toutes les médailles des Kangoos. Mais les Kangoos feront échouer son plan une fois de plus et sauveront la Reine permettant le Gala de charité clôturant la fin des jeux. Quant aux méchants : Robur et Roxana finissent dans un lac gelé en voulant s'enfuir, et Janus tombe dans une crevasse. Mister D, sa bande (Buck, Jo et Arthur), Vipéra et Don Marcos réussissent à s'enfuir.

## Fiche technique
- Réalisation : Thibaut Chatel
- Scénario : Thibaut Chatel, Frank Bertrand et Jacqueline Monsigny
- Musique : Jean-François Porry et Gérard Salesses
- Production : Thibaut Chatel et Frédérik Rangé
- Sociétés de production : Studios Animage et AB Productions
- Durée : 22 minutes
- Pays d'origine : France

## Voix
- Roger Carel : Roy Walter / Archie / Arthur / Robur / Jeannot Walter
- Patrick Poivey : Napo
- Marc François : Nelson / Bob Mitch / voix additionnelles
- Daniel Beretta : Kévin
- Valérie de Vulpian : Junior / Tiffany / voix additionnelles
- Jean-Claude Montalban : Mister D
- Francine Lainé : Vipéra
- Claude Chantal : la reine du Mysialand
- Benoît Allemane : Sammy

## Personnages
- Napo : Le Capitaine de l'équipe et le centre du groupe. Il est celui qui domine la bande et c'est aussi la mascotte des enfants. Il est très malin et très protecteur envers son groupe et s'assure que toute la bande l'écoute. Son point fort dans les jeux est la course de haie car c'est celui qui saute le plus haut dans l'équipe.
- Nelson : Le Pilote du groupe, charmant et agréable. C'est l'avant-droit du groupe. C'est le plus agile et le plus rapide de la bande, il est très utile dans le groupe surtout en mécanique. C'est également un vrai gentleman et il est très poli. C'est le sportif le plus rapide.
- Junior : Le plus jeune du groupe et le plus gourmand. il est proche de Nelson et Archie. C'est également un Kangoo têtu et maladroit à qui il arrive de tenir tête à Napo mais il sait qu'il ne doit pas discuter ses ordres. Junior est l'as du badminton et du ski dans les jeux car il est très vif.
- Kevin : Le "monsieur muscle" du groupe. il est très bagarreur et se révolte des injustices causé par Mister D et ses acolytes. Il est l'avant-gauche de l'équipe. il est proche de Napo et le seconde parfois en son absence dans le groupe. il aime le lancer de poids.
- Archie : L'intello matheux et c'est un vrai génie. C'est l'un des meilleurs sauteurs après Napo. il possède une ingéniosité hors pair dans l'équipe, ce qui aide ses amis à toujours trouver une solution. Il est le roi de la natation et du lancer de Javelot.
- Sami : L’entraîneur des Kangoo et le père de Tiffany, il rêve un jour de devenir l’entraîneur le plus célèbre du Mysialande.
- Tiffany : La fille de Sami et l'amie des kangoos, dans cette série elle semble avoir un faible pour Junior.

### Les ennemis
- Mister D : L'ennemi juré des Kangoo est le chef de la bande des sept compères. Ses plans machiavéliques ratent souvent aux grand bonheur des kangoos et de Tiffany.
- Vipéra : La nièce de Mister D et la seconde du groupe. Elle prépare des potions pour éliminer les kangoo avec son oncle.
- Don Marcos : Le frère jumeau de Mister D, il l'accompagne souvent dans ses plans foireux.
- Janus : Un sportif ennemi lui aussi des kangoo.
- Robur : Le sultan déteste les kangoos et ferait tout pour les éliminer jusqu'à les tuer pour enfin remporter la gloire.
- Roxana : La femme de Robur, elle le soutient beaucoup et l'encourage dans ces plans pour éliminer les kangoo.
- Buck et Jo : Les deux acolytes de Myster D et Marcos, sont relativement bêtes.
- Arthur  : le singe parlant de Mister D

## Saison 1
1. À chacun son sport
2. Course contre la montre
3. Un étrange champion
4. Allez Cantor !
5. VTT au Mysialand
6. Qui perd gagne
7. Marathon de tous les dangers
8. Week-end aux Jeux
9. Compétition truquée
10. Panique au Village

## Saison 2
1. Jeu de dupe
2. Un tournoi truqué
3. Vengeance sur glace
4. Madame D. fait du grabuge
5. Malédiction Fatale
6. Marathon surprenant
7. Un scandale aux jeux
8. La grande chasse au trésor
9. Toujours plus haut
10. Avalanche